# 陈虹 (1963年12月)
陈虹（1963年12月—），女，中国自动化专家，同济大学教授。主要从事预测控制、非线性控制及汽车控制方面的研究。

## 生平
1983年毕业于浙江大学化工自动化专业，获工学学士学位。1986年毕业于浙江大学工业自动化专业，获工学硕士学位。1997年毕业于德国斯图加特大学自动控制技术专业，获工学博士学位。1998年至1999年，在吉林工业大学从事博士后研究。1999年后，担任吉林大学通信工程学院控制系博士生导师、教授。2015年至2019年，担任吉林大学汽车仿真与控制国家重点实验室主任。2019年入职同济大学，历任新能源汽车工程中心教授、电子与信息工程学院教授。2020年10月任同济大学电子与信息工程学院院长。2021年当选中国汽车工程学会会士。

## 出版物
- 陈虹. . 科学出版社. 2013. ISBN 9787030381439.